# Vụ đánh bom Bangkok 2015
Vụ đánh bom Bangkok 2015 là vụ đánh bom xảy ra vào ngày 17 tháng 8, bên ngoài đền Erawan tại ngã tư Ratchaprasong, Pathum Wan, Bangkok, Thái Lan. Đã có 20 người thiệt mạng và 125 người khác bị thương.
Cảnh sát đang săn lùng một nghi can, người đã để lại ba lô ngay trước khi vụ nổ xảy ra. Cảnh sát trưởng quốc gia Thái Lan Somyot Pumpunmuang cho biết cuộc tấn công được thực hiện bởi một mạng lưới và đưa ra bản phác thảo chân dung của kẻ tình nghi .

## Tấn công

### Vụ thứ nhất
Lúc 18 giờ 55 phút (11:56 UTC) tối ngày ngày 17 tháng 8 một quả bom đã phát nổ bên trong đền Erawan, gần ngã tư Ratchaprasong, trung tâm thành phố Bangkok.. Cảnh sát Hoàng gia Thái Lan cho hay khoảng 3 kilôgam (6,6 lb) thuốc nổ TNT nhồi bên trong một ống tuýp được đặt bên trong đền Erawan và một mạch điện tử bị nghi là được sử dụng trong vụ tấn công đã được tìm thấy cách hiện trường 30 mét.
Hiện vẫn chưa có ai nhận trách nhiệm về vụ tấn công này. Mục tiêu của cuộc tấn công được cho là nhắm vào ngành du lịch và kinh tế Thái Lan.

### Vụ thứ hai
Khoảng 13:00 ICT ngày 18 tháng 8, một thiết bị, có thể là lựu đạn, dường như được ném vào bến tàu Sathon ở Bangkok, Sông Chao Phraya nhưng nó đã rơi xuống nước cạnh cầu Sathorn và phát nổ nên không có ai bị thương vong hay thiệt hại. Lực lượng cảnh sát đã có mặt ở hiện trường và phong tỏa con đường từ bến tàu Sathorn tới ga Saphan Tasksin BTS. Các thợ lặn đang tìm kiếm những mảnh vỡ còn sót lại của quả bom.
| Quốc gia                                                                     | Số người Tử vong |
| ---------------------------------------------------------------------------- | ---------------- |
| Thái Lan                                                                     | 6                |
| Malaysia                                                                     | 5                |
| Trung Quốc                                                                   | 5                |
| Hồng Kông                                                                    | 2                |
| Indonesia                                                                    | 1                |
| Singapore                                                                    | 1                |
| Không rõ                                                                     | không có         |
| Tổng cộng                                                                    | 20               |
| Some victims had multiple citizenship. Counts are based on preliminary data. |                  |

## Phản ứng
Thủ tướng Thái Lan, Prayuth Chan-ocha gọi đây là cuộc tấn công "tồi tệ nhất" trên đất nước ông, "đã có những quả bom nhỏ hay chỉ là tiếng ồn, nhưng mục đích của họ lần này nhằm vào cuộc sống những người vô tội. Họ muốn tiêu diệt nền kinh tế của chúng tôi, du lịch của chúng tôi."

## Tình nghi
Sau 2 tuần xảy ra vụ nổ, cảnh sát Thái Lan đã bắt giữ một người tình nghi, được cho là người đã đặt bom. Theo báo địa phương "Khaosod" đó là một thanh niên 28 tuổi, người Thổ Nhĩ Kỳ. Nhà phân tích của tờ "IHS Jane's", Anthony Davis, cho là có thể tổ chức quá khích cực hữu Thổ "Graue Wölfe" (chó sói xám) chịu trách nhiệm cho vụ này. Họ đã thú nhận việc tấn công vào trụ sở của tổng lãnh sự Thái ở Istanbul vào tháng 7, để phản đối việc Thái Lan đã đưa trả 109 Uiguren, mà vào Thái Lan bất hợp pháp. Uiguren là một dân tộc turk, tiếng họ tương tự như tiếng Thổ Nhĩ Kỳ.
Cảnh sát Thái Lan nói một nghi phạm, Yusufu Mieraili mang hộ chiếu Trung Quốc và nơi sinh là vùng Uighur, đã thú nhận tội vận chuyển bom cho kẻ đánh bom đền Erawan, Bangkok. Người ngoại quốc thứ hai, Adem Karadag, bị bắt trước đó tại một căn hộ ở ngoại ô Bangkok với những dụng cụ chế bom và hàng tá hộ chiếu Thổ Nhĩ Kỳ giả.,